# Gratentour
Gratentour település Franciaországban, Haute-Garonne megyében. Lakosainak száma 4926 fő (2022. január 1.). Gratentour Cépet, Bruguières, Castelginest, Labastide-Saint-Sernin és Pechbonnieu községekkel határos.

## Népesség
A település népességének változása:
| Lakosok száma | 646  | 1574 | 2518 | 3491 | 3535 | 3525 | 4158 | 4387 | 4501 | 4926 |
|               | 1968 | 1982 | 1990 | 2006 | 2013 | 2015 | 2017 | 2019 | 2020 | 2022 |